# Mrukowa
Mrukowa – wieś w Polsce położona w województwie podkarpackim, w powiecie jasielskim, w gminie Osiek Jasielski.

## Położenie
Leży na południowym skraju Pogórza Jasielskiego, w dolinie potoku Szczawa, wciśnięta pomiędzy północno-wschodnie rozrogi Świerzowej (801 m) na zachodzie i odosobniony masyw Bucznika na wschodzie.

## Części wsi
| SIMC    | Nazwa  | Rodzaj    |
| ------- | ------ | --------- |
| 0358581 | Dół    | część wsi |
| 0358598 | Góra   | część wsi |
| 0358606 | Równie | część wsi |

## Historia
Jan Długosz podaje, że na górze Mruków są ślady starego zamku. Jego nazwa pochodzi od Mruka, właściciela. O historii miejscowości świadczą nazwy Grodzisko, Zamczysko, Podzamcze i znaleziona moneta Aleksandra Wielkiego z ok. 324. Ślady zamczyska potwierdzają, że było to grodzisko, duża osada, a może i zamek obronny. Na południe od wsi w odległości około 2,5 km w lesie na wysokości 480 m znajduje się kaplica z kamienia ciosowego wybudowana w 1906 w stylu gotyckim. Na miejscu, w którym według podania ci którzy wieźli statuę Matki Bożej z Węgier do Klasztoru oo. Karmelitów w Jaśle, (obecnie w Tarnowcu, odpoczywali w mrukowskim lesie, postawili statuę na kamieniu, dotąd zachowanym i wmurowanym w ścianie kaplicy). Poniżej kaplicy znajduje się źródło wody mineralnej, uważanej za uzdrawiającą.
W 1391 Mrukowa otrzymała przypuszczalnie prawo lokacyjne. Od 1581 wraz z Samoklęskami była własnością Jana Mniszcha, a następnie jego potomków (do 1779). Później należała do Ossolińskich, Stadnickich, Steinklerów, Wilczków, Kalischera. Podczas I wojny światowej wiele ucierpiała w czasie operacji gorlickiej.
W latach 1880–1885 na terenie wsi działały niewielkie kopalnie ropy naftowej.
W latach 1975–1998 miejscowość administracyjnie należała do województwa krośnieńskiego.
Urodził się tu Leon Bukojemski – generał brygady Wojska Polskiego.

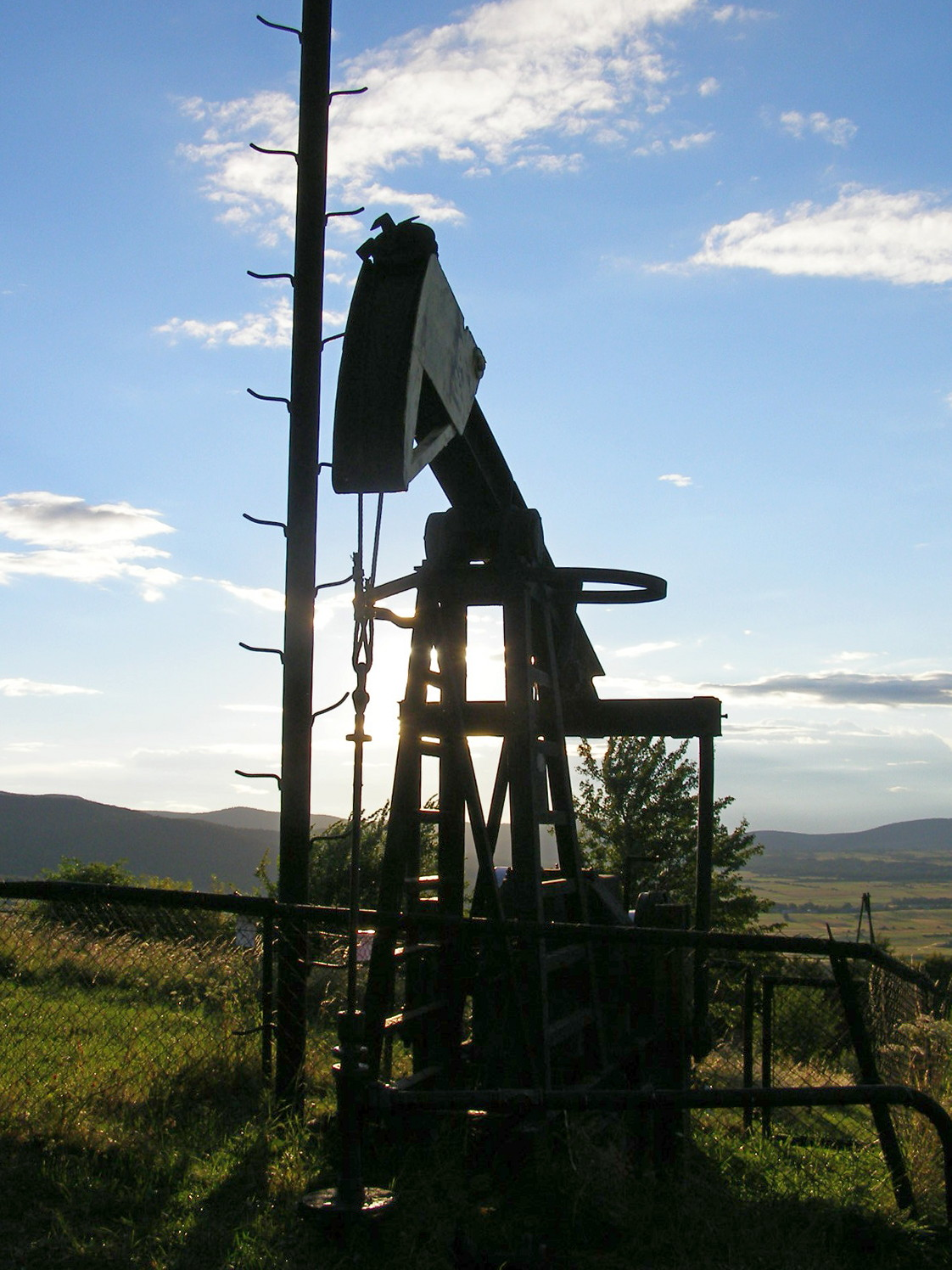
Na kopalni, kiwon na Buczniku, 2006
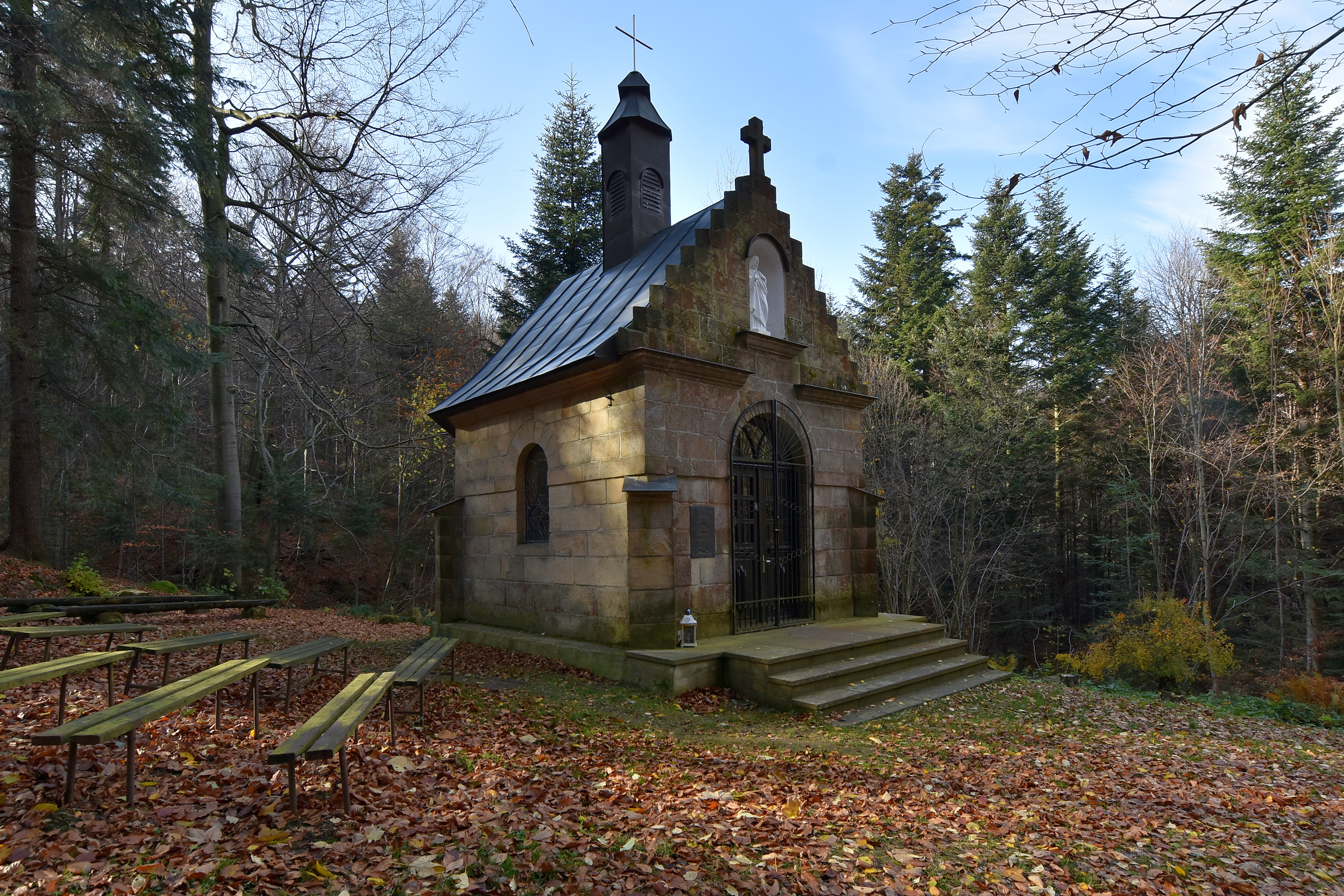
Kościół Najświętszej Maryi Panny Matki Kościoła z 1906

## Turystyka i rekreacja

### Szlaki piesze
- Mrukowa – Kaplica pod Trzema Kopcami – Kotań – Przełęcz Hałbowska – Krempna
- Magura Wątkowska (846 m) – Folusz – Mrukowa – Nowy Żmigród – Grzywacka Góra (567 m)